# Bendekondre
Bendekondre, ook wel Bende Konde is een stroomversnelling (soela) in de Pikin Rio in het district Sipaliwini in Suriname. Het is ook wel de naam van het gebied.
In de regio is een voetbalvereniging die uitkomt in de competitie van de Wanica Sport Organisatie (WSO).